# Aeroportul Sule
Aeroportul Sule (IATA: ULE, ICAO: valoare necunoscută) este un aeroport din Papua Noua Guinee.
aeroportul dispune de o singură pistă.